# Philoganga montana
Philoganga montana là loài chuồn chuồn trong họ Philogangidae. Loài này được Hagen in Selys mô tả khoa học đầu tiên năm 1859.